# Clathria hechteli
Clathria hechteli är en svampdjursart som beskrevs av Hooper 1996. Clathria hechteli ingår i släktet Clathria och familjen Microcionidae. Inga underarter finns listade i Catalogue of Life.